# Wall Street: Money Never Sleeps
Wall Street: Money Never Sleeps is een film van regisseur Oliver Stone uit 2010. Het gaat om een sequel op Wall Street uit 1987. Michael Douglas neemt net als in de eerste film opnieuw het personage Gordon Gekko voor zijn rekening. Charlie Sheen, zijn tegenspeler uit Wall Street, is te zien in een cameo. Andere belangrijke acteurs zijn: Shia LaBeouf, Josh Brolin, Carey Mulligan, Frank Langella en Susan Sarandon. De besluitvorming van de Amerikaanse overheid rond het uitbarsten van de Kredietcrisis wordt treffend in beeld gebracht.

## Verhaal
Na een gevangenisstraf van 8 jaar komt Gordon Gekko vrij. Hij beseft dat de ondergang van de economie niet lang meer kan uitblijven, maar de beleidsbepalers nemen zijn waarschuwingen in het lezingencircuit niet serieus. Hij besluit daarom maar om zich te concentreren op zijn privéleven. Gordon wil de verstoorde relatie met zijn dochter Winnie verbeteren, die haar vader de dood van haar broer Rudy verwijt, maar lijkt daar maar gedeeltelijk in te slagen.
Vlak daarvoor pleegde de mentor van Jacob zelfmoord. Hij werkt bij Keller Zabel en gooit zich voor een aanstormende metro. Jacob is een jonge beurshandelaar en hij denkt dat Bretton James achter de dood van zijn mentor zit. Bretton is een sluwe vos van Churchill Schwartz, die destijds Gordon Gekko een extra lange gevangenisstraf heeft bezorgd. Nu zit zijn firma short op de komende huizencrisis. Jacob, die tevens de verloofde van Winnie Gekko is, wil wraak en rekent daarbij op de hulp van Gordon. Gordon besluit Jacob te helpen, in de hoop zo tevens dichter bij zijn dochter te raken. 
Onder valse voorwendselen begint Gordon met het geblokkeerde geld van zijn dochter Winnie tijdens de crisis een hedgefonds in Londen. De zwangere Winnie geeft Jacob de schuld van de verdwenen 100 miljoen dollar en zet hem tijdelijk haar huis uit. Jacob reist naar Londen en toont Gordon een echoscopische afbeelding van zijn kleinzoon in wording. Via de website van zijn dochter neemt hij definitief wraak op Bretton James, die oneervol wordt ontslagen en nu op zijn beurt door de overheid wordt vervolgd. Gordon Gekko ziet in Londen de waarde van zijn hedgefonds gaan van 100 miljoen naar een waarde van 1100 miljoen dollar.
De film eindigt vrolijk. De gezellige eerste verjaardag van Louis, de kleinzoon van Gordon Gekko. Allemaal familie.

### De titel
De titel verwijst naar de bekende straat uit Lower Manhattan, zie Wall Street.
Volgens Gordon Gekko is "money" een vrouw, die je altijd jaloers achternazit.

## Rolverdeling
- Michael Douglas: Gordon Gekko
- Shia LaBeouf: Jacob Moore
- Josh Brolin: Bretton James
- Carey Mulligan: Winnie Gekko
- Frank Langella: Louis 'Lou' Zabel
- Susan Sarandon: Sylvia Moore
- Vanessa Ferlito: Audrey
- Charlie Sheen: Bud Fox

### Acteurs

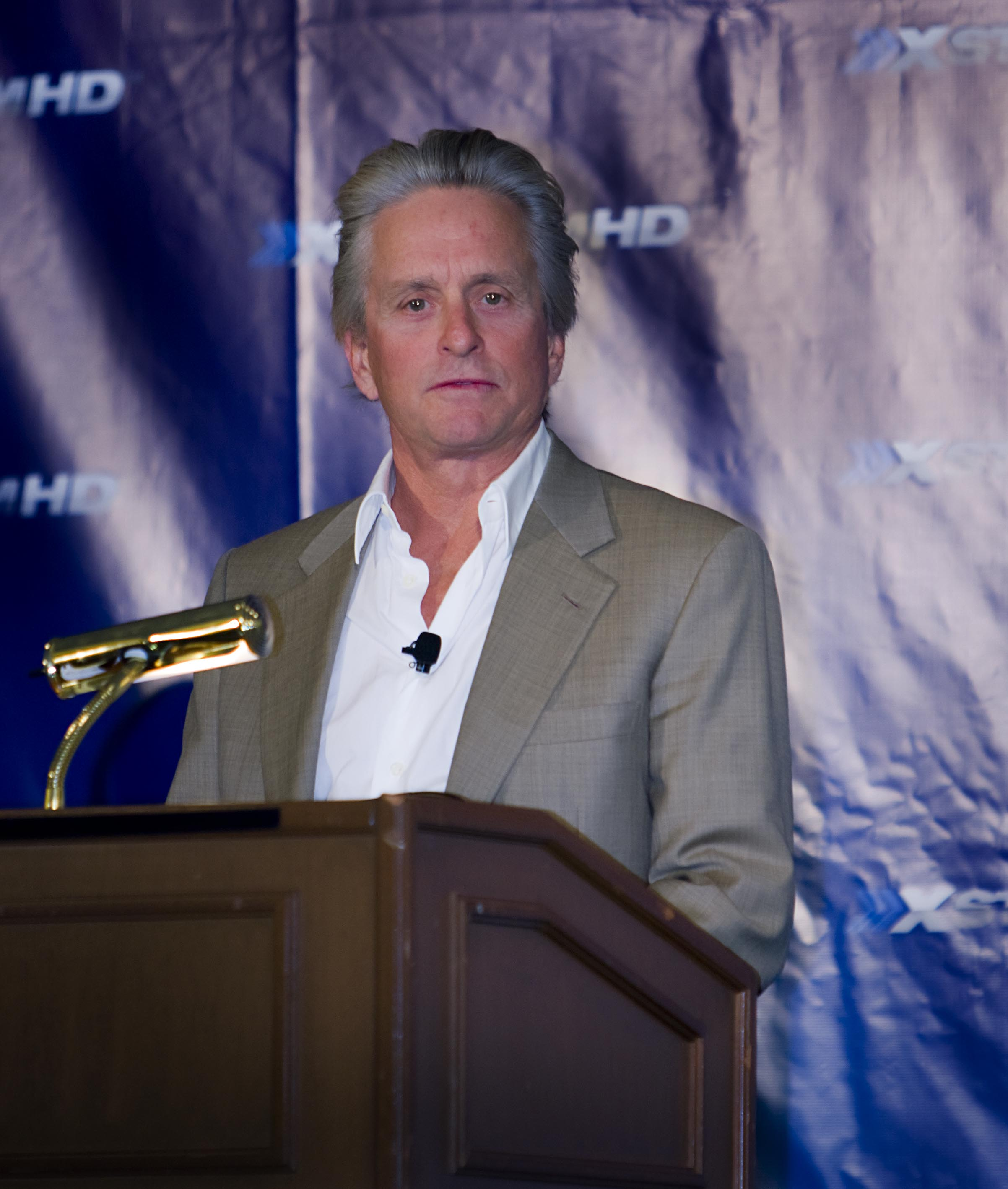
Michael Douglas wilde opnieuw Gordon Gekko spelen als het scenario goed genoeg was.

Eind 2008 gaf 20th Century Fox de toestemming om Wall Street 2 te filmen. Vervolgens toonde Michael Douglas, de hoofdrolspeler uit Wall Street, interesse om opnieuw Gordon Gekko te spelen. Douglas had 20 jaar eerder een Academy Award gewonnen voor zijn vertolking in Wall Street. In april 2009 werd officieel bevestigd dat Douglas opnieuw Gordon Gekko zou spelen.
Dezelfde maand liet Shia LaBeouf tijdens de promotie van de film Transformers: Revenge of the Fallen weten dat hij bezig was met onderhandelingen in verband met een rol in Wall Street 2. Op 2 juni 2009 was zijn deelname aan het filmproject officieel. Rond die periode doken er ook geruchten op dat Carey Mulligan, bekend van haar rollen in onder meer Pride and Prejudice en Bleak House, ook een rol zou vertolken. Enkele maanden later bleek dat de geruchten ook zouden uitkomen. Mulligan zou het belangrijkste vrouwelijke personage vertolken. Het is haar eerste belangrijke rol in een grote filmproductie.
In juni 2009 ging men op zoek naar iemand om de "slechterik" te kunnen spelen. Javier Bardem was de eerste keuze van de filmstudio. Hij had eerder in het jaar een Academy Award gewonnen voor zijn rol als slechterik in No Country For Old Men van Joel en Ethan Coen. Bardem ging niet in op het voorstel om Bretton James, de slechterik, te spelen. Zijn keuze ging uit naar de film Eat Pray Love met o.a. Julia Roberts. Vervolgens kwamen de filmmakers terecht bij Josh Brolin. Ook hij had een belangrijke rol vertolkt in No Country For Old Men en hij had eerder al samengewerkt met regisseur Oliver Stone. Brolin had de hoofdrol vertolkt in Stones film W., gebaseerd op het leven van George W. Bush.
Later werd ook nog bevestigd dat Frank Langella en Susan Sarandon belangrijke bijrollen zouden vertolken. Volgens sommige bronnen zou actrice Naomi Watts een rol in de film hebben afgewezen.

## Opnames
De opnames gingen in september 2009 van start. Het leeuwendeel van de film vindt plaats in en rond de Federal Reserve Bank in New York. De New York Stock Exchange, een belangrijke locatie in Wall Street, is nu minder prominent aanwezig in de film. De film werd gedraaid in enkele belangrijke steden: Londen, New York, Dubai en een andere stad in Azië.